# Stein Bråthen
Stein Bråthen (* 26. August 1954 in Oslo) ist ein ehemaliger norwegischer Radrennfahrer und nationaler Meister im Radsport.

## Sportliche Laufbahn
Bråthen war Teilnehmer der Olympischen Sommerspiele 1976 in Montreal. Er war Mitglied der norwegischen Vierermannschaft, die im Mannschaftszeitfahren den 8. Platz belegte. Für Norwegen starteten Stein Bråthen, Geir Digerud, Arne Klavenes und Magne Orre. Im olympischen Straßenrennen schied er aus. 
Im Mannschaftszeitfahren wurde er 1976 gemeinsam mit Jan Erik Gustavsen, Willie Juul Pedersen und Sverre Ekås norwegischer Meister. Mit Thorleif Andresen, Willie Juul Pedersen und Sverre Ekås verteidigte er 1977 den Titel. 1978 holten Thorleif Andresen, Morten Sæther, Sverre Ekås und Bråthen die Meisterschaft. 1981 wurde er mit Morten Sæther, Bjørn Bilstad und Ole Kristian Silseth Meister. Seinen letzten Titel im Mannschaftszeitfahren gewann er 1982 mit Morten Sæther, Ole Kristian Silseth und Tom Pedersen. 1981 gewann er die Meisterschaft der Nordischen Länder im Mannschaftszeitfahren gemeinsam mit Morten Sæther, Hans Petter Ødegård und Bjørn Hamre Gundersen. 1977 siegte er im Tønsberg Grand Prix. 1977 und 1981 gewann er das Rennen Roserittet.
In internationalen Etappenrennen holte er Etappensiege im Milk Race und in der Rheinland-Pfalz-Rundfahrt 1981. In der Internationalen Friedensfahrt startete er zweimal. 1975 wurde er 35. und 1976 49. der Gesamtwertung.
Im Bahnradsport gewann er den nationalen Titel in der Mannschaftsverfolgung 1980.

## Familiäres
Sein Vater Bjørn Bråthen war ebenfalls Radrennfahrer und Teilnehmer der Friedensfahrt.